# Montpezat-sous-Bauzon
Montpezat-sous-Bauzon é uma comuna francesa na região administrativa de Auvérnia-Ródano-Alpes, no departamento de Ardèche. Estende-se por uma área de 27,23 km². Em 2010 a comuna tinha 763 habitantes (densidade: 28 hab./km²).